# Bindax
Bindax is een geslacht van spinnen uit de familie springspinnen (Salticidae).

## Soorten
De volgende soorten zijn bij het geslacht ingedeeld:
- Bindax chalcocephalus (Thorell, 1877)
- Bindax oscitans (Pocock, 1898)